# Joaquín Lorente
Joaquín Lorente (Barcelona, Barcelonès, 1943) és un ex-publicitari i escriptor que ha creat cursos d'estímul de la creativitat. Esteban Hernández el considera "la personalitat més influent en la publicitat espanyola de les tres últimes dècades".

## Biografia
A l'edat de 27 anys va promoure i va fundar al costat de Marçal Moliné, Eddie Bosten i Miguel Montfort el grup publicitari MMLB, que va col·locar a Espanya en primera posició internacional a l'àrea. Des de 1985 i durant 20 anys, va estar al capdavant d'aquest grup, el major del país.
Creador de la imatge i desenvolupament de múltiples marques —Osborne, Central Lechera Asturiana, Allianz, Dodot, Kas— i d'algunes empreses espanyoles que avui són referències mundials com BBVA, Iberdrola, Camper, Fagor, entre d'altres.
Assessor personal dels presidents Felipe González i Jordi Pujol, ha exercit una important tasca docent a través de nombroses conferències i articles.
La seva feina creativa ha rebut més de cent premis internacionals, entre els quals destaquen, a més de Canes, Fiap i Sant Sebastià, els de millor creatiu de la dècada, Col·legi de Publicitaris, Club de Creatius Espanyols, del Govern de Catalunya i Acadèmic d'Honor de l'Acadèmia de la Publicitat.
La seva obra creativa va ser motiu de l'exposició antològica (Barcelona- Palau Robert- 2006), Lorente, creador de marques.
El seu primer llibre, Casi todo lo que sé de publicidad, el va publicar el 1987 basat en la seva carrera com a publicitari i la seva experiència professional. És l'obra més venuda de la seva especialitat a Espanya.
En 2004 va sortir la seva primera novel·la, Ciudadanos de la tierra.com, en la qual s'avança a un futur pròxim on els ciutadans canvien el món actual a través d'un moviment virtual per Internet.
Cinc anys més tard va aparèixer Piensa, es gratis, llibre en el qual ens presenta 84 principis per potenciar el talent i que va ser un èxit: va estar durant sis mesos en els primers llocs de vendes en la categoria de no-ficció a Espanya; va ser també un best-seller en països com Japó i ha estat traduït a 11 idiomes. La seva continuació, Tu puedes (2011), àmplia els principis vists en l'anterior llibre fins a un total de 202; també ha estat un èxit de vendes de no ficció a Espanya.
Està casat amb l'escriptora colombiana Ángela Becerra.

## Llibres
- 1987 Casi todo lo que sé de publicidad. Ediciones Folio ISBN 978-84-7583-087-2
- 2004 Ciudadanos de la Tierra.com. Ediciones Folio ISBN 84-413-2045-4
- 2006 Publicidad en Cataluña. RBA Editores ISBN 978-84-7871-842-9
- 2009 Piensa, es gratis. Editorial Planeta versión español. ISBN 978-84-08-08637-6
- 2011 Tú Puedes. Editorial Planeta versión español. ISBN 978-84-08-104599

## Premis i reconeixements
- 1980: Premis Control, Millor Creatiu espanyol de la dècada
- 2000: Premio Honor del Col·legi de Publicitaris
- 2008: Premi Nacional de Comunicació de Catalunya[2]
- 2009: Acadèmic d'Honor de l'Acadèmia de la Publicitat Espanyola[3]
  -  Premi GoliAD a la millor trajectòria professional (Universitat Abad Oliva de Barcelona)
- 2010: Tocat a la Trajectòria Professional, premi atorgat per la Universitat Antonio de Nebrija de Madrid[4]
- Festival Internacional de Publicitat de Cannes / diverses edicions: 9 Lleons
- Festival hispà-americà de Cinema Publicitari FIAP / diverses edicions: 16 premis
- Festival Español de Cinema Publicitari (Sant Sebastian) / diverses edicions: 18 premis
- Premis Control (Espanya) / diverses edicions: 26 premis
- Premis Rizzolli (Itàlia): 4 premis.